# Castelao (Biografía de un ilustre gallego)
Castelao (Biografía de un ilustre gallego) es una película documental argentina filmada 16 mm. en blanco y negro; fue dirigida por Jorge Preloran con la codirección de Manolo Ferrol, el cual tuvo a su cargo la filmación en Galicia sobre el guion de Antonio Pérez Prado según una idea de Valentín Fernández que se estrenó en 1980. La locución fuera de pantalla es de Luis Medina Castro y la voz de Castelao estuvo a cargo de Alfredo Baltar.

## Sinopsis
Sobre la vida de Alfonso Daniel Manuel Rodríguez, Castelao (Rianjo, 30 de enero de 1886–Buenos Aires, 7 de enero de 1950), fue un político, escritor, pintor, médico y dibujante español, así como uno de los padres del nacionalismo gallego.

## Producción
Jorge Prelorán se vinculó con el especialista en cultura gallega Antonio Pérez Prado y elaboró un libreto trabajando en común. Finalmente decidieron que el mismo Castelao fuera quien contara la historia, para lo cual Pérez Prado construyó el relato con frases tomadas de libros, discursos, artículos, cartas particulares, diarios íntimos que tradujo del gallego. 
Visualmente se usaron para el filme centenares de dibujos, materiales de libros, documentos cedidos por la colectividad, noticieros y una vieja película que muestra a Castelao en Buenos Aires en sus últimos diez años de vida, que se agrega al final, cuando ya el personaje se ha vuelto entrañable.

## Reparto
- Luis Medina Castro …Voz en off
- Alfredo Baltar …Voz de Castelao

## Colaboradores
- Roberto Rodríguez
- Carmen de las Cuevas
- Mabel Prelorán
- Liliana Bagaglia

## Premios y candidaturas
Castelao (Biografía de un ilustre gallego) fue nominada para el Premio Oscar de 1981 al mejor documental.

## Comentarios
Jorge Miguel Couselo escribió en 1982 en Clarín opinó:

«Castelao es una película insólita. Difiere de toda la filmografía conocida de su director…es una película de montaje, con cuadros fijos en ilusión de movimiento, fragmentos dinámicos de atroz testimonio, una correlación histórica entre el dramatismo y la ironía…Ritmos musicales gallegos alternan con los efectos especiales en una banda sonora expresiva…conmueve en su mensaje.»

Por su parte Graciela Taquini opinó:

«Extenso cuadro en negros, blancos y grises, casi un Guernica, un compendio de  los primeros cincuenta años de nuestro siglo. Esta explicación del contexto histórico provoca una dispersión que a veces conspira con el retrato mismo. Los momentos culminantes son cuando se siente la morriña de Castelao por su tierra, en un momento en que Prelorán ha decidido autoexiliarse.»

Manrupe y Portela escriben:

«Ambicioso y monumental documental histórico de Prelorán nunca estrenado comercialmente.»